# 朝鲜中央历史博物馆

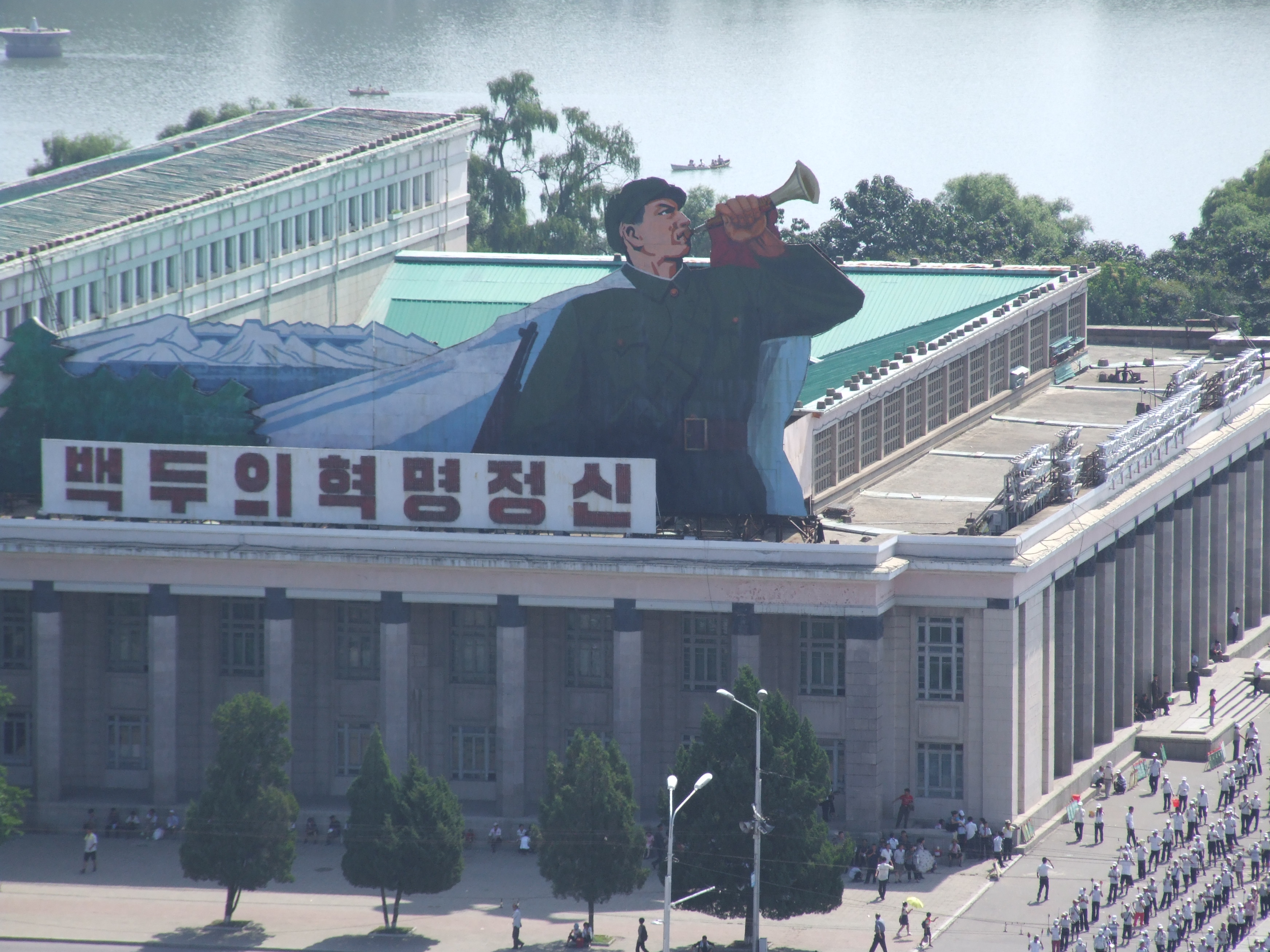
中央博物館外觀，攝於2012年8月

朝鲜中央历史博物馆（朝鲜语：／）位于朝鲜平壤金日成广场，是朝鲜最大的历史博物馆。馆内设有19个展厅，藏有1万多件朝鲜半岛从旧石器时代到近代各历史时期的珍贵文物。

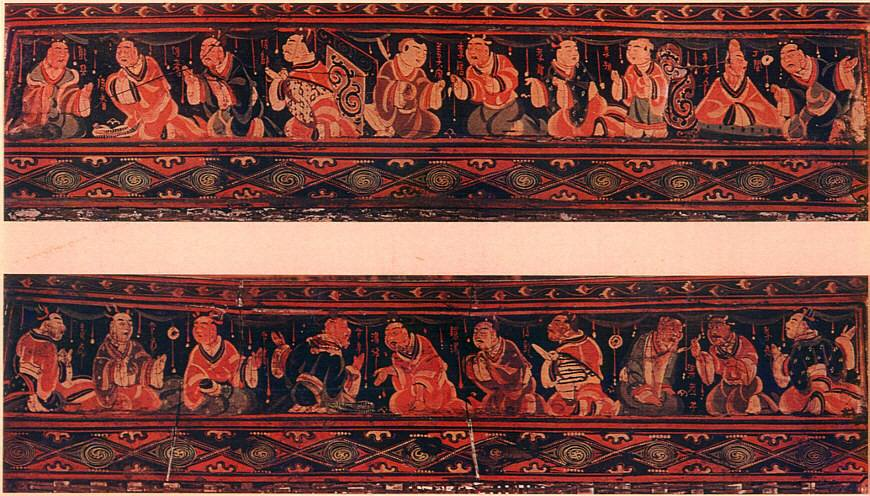
博物館所藏樂浪彩畫漆篋（채화칠협）